# Torneo femenino de hockey sobre hierba en los Juegos Olímpicos de Moscú 1980
El torneo femenino de hockey hierba de los Juegos Olímpicos de Moscú 1980 fue la primera ocasión en la historia de los Juegos en el que las chicas disputaban esta especialidad. La competición se disputó en seis díasː del 25 al 31 de julio de 1980. Los partidos se disputaron en dos estadiosː el Estadio Dinamo y el Estadio de los Jóvenes Pioneros.
La competición consistió en una liga regular con seis selecciones. Zimbabue ganó el oro al final de la competición regular, Checoslovaquia se colgó la plata mientras que las anfitrionas se llevaron el bronce.

## Participantes
En 1980, había una Federación Internacional Femenina de Hockey (IFWHA), separada de la Federación Internacional de Hockey (FIH). Como la FIH era la federación afiliada al Comité Olimpico y era la que podía supervisar el torneo olímpico, en 1978, la FIH y la IFWHA acordaron unirse. Los equipos clasificados venían referidos por los Mundiales masculino de 1978 (FIH) y femenino de 1979 (IFWHA).
En la categoría femenina, cinco equipos se unirían a la URSS, el equipo anfitrión: Países Bajos, RFA, los Estados Unidos, Nueva Zelanda y Gran Bretaña. (tomanda la plaza de Gales, Inglaterra y Escocia, que acabaron quinta, sexta y séptima respectivamente.
Debido a la invasión de Afganistán por parte de la Unión Soviética, Estados Unidos encabezó un boicot a los Juegos Olímpicos. En consecuencia, todos los países decidieron no participar en la competición, excepto Gran Bretaña, Nueva Zelanda y Países Bajos, que si bien participaron en otros deportes, se retiraron del hockey sobre hierba. A partir de ese momento, la organización entró en caos. El Comité invitó a otros países, de los que cinco de ellos (Zimbabue, India, Austria, Checoslovaquia y Polonia) acabaron aceptando.

## Grupo Único (Fase Preliminar)
| Equipo          | Pts | PJ | PG | PE | PP | GF | GC | Dif |
| --------------- | --- | -- | -- | -- | -- | -- | -- | --- |
| Zimbabue        | 8   | 5  | 3  | 2  | 0  | 13 | 4  | +9  |
| Checoslovaquia  | 7   | 5  | 3  | 1  | 1  | 10 | 5  | +5  |
| Unión Soviética | 6   | 5  | 3  | 0  | 2  | 11 | 5  | +19 |
| India           | 5   | 5  | 2  | 1  | 2  | 9  | 6  | +3  |
| Austria         | 4   | 5  | 2  | 0  | 3  | 6  | 11 | -5  |
| Polonia         | 0   | 5  | 0  | 0  | 5  | 0  | 18 | -18 |

| Fecha y sede                                              | Partido         | Partido | Partido        | Resultado |
| --------------------------------------------------------- | --------------- | ------- | -------------- | --------- |
| 25-07-1980, 11:00, Estadio de los Jóvenes Pioneros, Moscú | Polonia         | -       | Zimbabue       | 0:4       |
| 25-07-1980, 12:45, Estadio de los Jóvenes Pioneros, Moscú | Austria         | -       | India          | 0:2       |
| 25-07-1980, 17:00, Estadio de los Jóvenes Pioneros, Moscú | Unión Soviética | -       | Checoslovaquia | 2:0       |
| 27-07-1980, 11:00, Estadio Dinamo, Moscú                  | India           | -       | Polonia        | 4:0       |
| 27-07-1980, 12:45, Estadio Dinamo, Moscú                  | Zimbabue        | -       | Checoslovaquia | 2:2       |
| 27-07-1980, 17:00, Estadio Dinamo, Moscú                  | Unión Soviética | -       | Austria        | 0:2       |
| 28-07-1980, 11:00, Estadio de los Jóvenes Pioneros, Moscú | India           | -       | Checoslovaquia | 1:2       |
| 28-07-1980, 12:45, Estadio de los Jóvenes Pioneros, Moscú | Austria         | -       | Polonia        | 3:0       |
| 28-07-1980, 17:00, Estadio Dinamo, Moscú                  | Unión Soviética | -       | Zimbabue       | 0:2       |
| 30-07-1980, 11:00, Estadio Dinamo, Moscú                  | Unión Soviética | -       | Polonia        | 6:0       |
| 30-07-1980, 12:45, Estadio Dinamo, Moscú                  | India           | -       | Zimbabue       | 1:1       |
| 30-07-1980, 17:00, Estadio de los Jóvenes Pioneros, Moscú | Austria         | -       | Checoslovaquia | 0:5       |
| 31-07-1980, 11:00, Estadio Dinamo, Moscú                  | Polonia         | -       | Checoslovaquia | 0:1       |
| 31-07-1980, 12:45, Estadio Dinamo, Moscú                  | Austria         | -       | Zimbabue       | 1:4       |
| 31-07-1980, 17:00, Estadio Dinamo, Moscú                  | Unión Soviética | -       | India          | 3:1       |

## Medallistas
| Oro    | Zimbabue        | Arlene Boxhall Liz Chase Sandra Chick Gillian Cowley Patricia Davies Sarah English Maureen George Ann Grant Susan Huggett Patricia McKillop Brenda Phillips Christine Prinsloo Sonia Robertson Anthea Stewart Helen Volk Linda Watson                                                  |
| Plata  | Checoslovaquia  | Milada Blažková Jiřina Čermáková Jiřina Hájková Berta Hrubá Ida Hubáčková Jiřina Kadlecová Jarmila Králíčková Jiřina Křížová Alena Kyselicová Jana Lahodová Květa Petříčková Viera Podhányiová Iveta Šranková Marie Sýkorová Marta Urbanová Lenka Vymazalová                           |
| Bronce | Unión Soviética | Liailia Akhmerova Natalia Buzunova Natalia Bykova Tatiana Embakhtova Nadezhda Filippova Liudmila Frolova Lidia Glubokova Nelli Gorbatkova Elena Guryeva Galina Inzhuvatova Alina Kham Natella Krasnikova Nadezhda Ovechkina Tatiana Shvyganova Galina Viuzhanina Valentina Zazdravnykh |